# Медаль Сарвоттам Юд Сева
Медаль Сарвоттам Юд Сева (Медаль за найвищу військову службу) — найвища нагорода Індії за військові заслуги. Вона присуджується за найвищий ступінь видатної служби в оперативному контексті, який включає часи війни, конфлікту чи бойових дій. Ця нагорода є еквівалентом медалі Парам Вішішт Сева часів війни, яка є найвищою відзнакою Індії за заслуги в мирний час.
Медаль вручалася лише тричі в історії. Ними нагороджуються офіцери, які командують великими силами в конфлікті. Генерал-лейтенант А. С. Калкат був головним командувачем Індійських миротворчих сил (IPKF) на Шрі-Ланці. Маршал авіації Вінод Патні був командувачем західної авіації, а генерал-лейтенант Г. М. Ханна був командувачем північною армією під час Каргільського конфлікту.

## Прийнятність
Медаль Сарвоттам Юд Сева може бути нагороджена посмертно. Нагороджується за видатні заслуги найвищого ордена під час війни/конфлікту/воєнних дій. Воно може бути присвоєно всім званням армії, військово-морського флоту та повітряних сил, включаючи звання територіальних військових частин, допоміжних і резервних сил та інших законно створених Збройних сил, якщо вони втілені, а також офіцерів медсестер та інших членів медсестринських служб у збройні сили.

## Дизайн
Медаль має круглу форму діаметром 35 мм і кріпиться на звичайну горизонтальну планку зі стандартними кріпленнями. Вона виготовлена з позолоти. На його аверсі розміщено Державний герб і написи «SARVOTTAM YUDH SEVA MEDAL» (англійською мовою). На реверсі зображена п'ятикутна зірка. Стрічка: золотистого кольору з однією червоною вертикальною смугою в центрі, що розділяє її на дві рівні частини. Стрічка золотого кольору з однією червоною смугою по центру, що розділяє її на дві рівні частини. Якщо одержувач медалі згодом знову нагороджується медаллю, кожне таке наступне нагородження має визнаватися планкою, яка прикріплюється до стрічки, на якій підвішується медаль. Для кожної такої планки мініатюрний знак розрізнення за зразком, затвердженим Урядом, повинен бути доданий до стрічки, якщо носити її окремо.

## Список одержувачів
Нижче наведено список нагороджених.
| Дата                | Ранг              | Ім'я                               | Конфлікт          | Довідка           |
| ------------------- | ----------------- | ---------------------------------- | ----------------- | ----------------- |
| 26 січня 1989 року  | Генерал-лейтенант | Амарджит Сінґх Калкат, AVSM, VSM   | Операція Паван    | [ 4 ] [ 5 ]       |
| 15 серпня 1999 року | Маршал авіації    | Вінод Патні, PVSM, AVSM, VrC       | Каргільська війна | [ 6 ] [ 7 ]       |
| 26 січня 2000 р     | Генерал-лейтенант | Гарі Мохан Кханна, PVSM, AVSM, ADC | Каргільська війна | [ 8 ] [ 9 ] [ 5 ] |